# کونستانتینوس موریکیس
کونستانتینوس موریکیس (انگلیسی: Konstantinos Mourikis؛ زادهٔ ۱۱ ژوئیهٔ ۱۹۸۸) بازیکن واترپلو اهل یونان است.